# Szahumjan (Lorri)
Szahumjan – wieś w Armenii, w prowincji Lorri. W 2011 roku liczyła 1934 mieszkańców.